# متحف أربيل الحضاري
متحف أربيل الحضاري (بالكردية: مۆزەخانەی شارستانیی ھەولێر‏) هو متحف أثري في مدينة هولير عاصمة كردستان العراق، يضم قطع أثرية تعود إلى عصر ما قبل التاريخ إلى أواخر العصر العباسي ويعتبر ثاني أكبر متحف في كردستان العراق من حيث المحتويات والمجموعات بعد متحف السليمانية.
كانت بدايات تأسيس متحف أربيل الحضاري في منتصف الستينات من القرن الماضي بسيطة جدا ولا تتعدى بناية بسيطة تقع في محلة المنارة كانت ضمن مفتشية آثار أربيل أما موجوداته فكان لا يحتوي على عدد كبير من القطع الأثرية في ذلك الوقت وفي منتصف السبعينات من القرن الماضي انتقل المتحف إلى قلعة أربيل في دار (احمد الجلبي)  استغل هذا البيت كمتحف بشكل رسمي، وفي عام 1985 تم البدء بانشاء متحف جديد في تل قالينج آغا حيث تم استكمال البناء في جميع جوانبه سنة 1989 وانتقل المتحف وبشكل رسمي إلى هذا الموقع. 
يعود تاريخ آثاره إلى 5,000 سنة قبل الميلاد ويعكس أنماط وأساليب الحياة الخاصة في كردستان والعراق، ويتواجد بجانبة مكتبة غنية بالتراث الثقافي.

## قاعات المتحف
يتكون المَتحف من ثلاث قاعات:
- القاعة الأولى: تحتوي على لقى وادوات أثرية تعود تاريخها إلى عصور ما قبل التاريخ وأقدم الادوات الحجرية الموجودة فيها هي تعود إلى العصر الحجري القديم، ووجدت تلك الآثار في كهفي شاندر وهزار ميرد وتعود تاريخ تلك القطع واللقى إلى حوالي (60000-45000) عام.

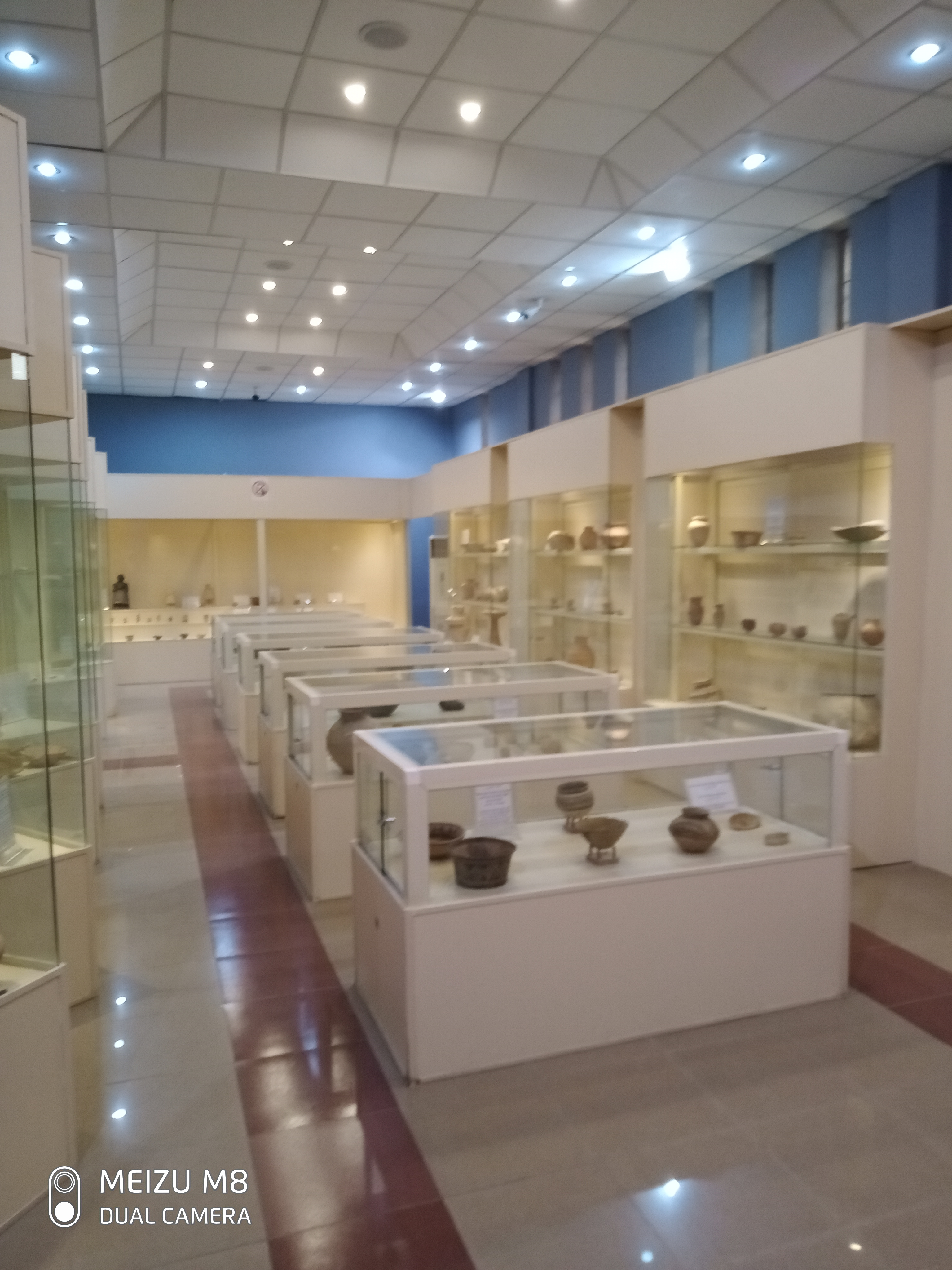

- القاعة الثانية: تتالف من مجموعة آثار تعود إلى عهد الاورارتويين إلى جانب آثار لعهد الحوريين (خوريين) إلى الالفية الأولى قبل الميلاد وتحتوي أيضا على معدات وادوات للعهد الاشوري وتعود تاريخها إلى (911-612) ق.م، وآثار للعهد السلوقي (312-139) ق.م، وآثار للفورتيين (139) ق.م، وآثار لمدينة حضر.

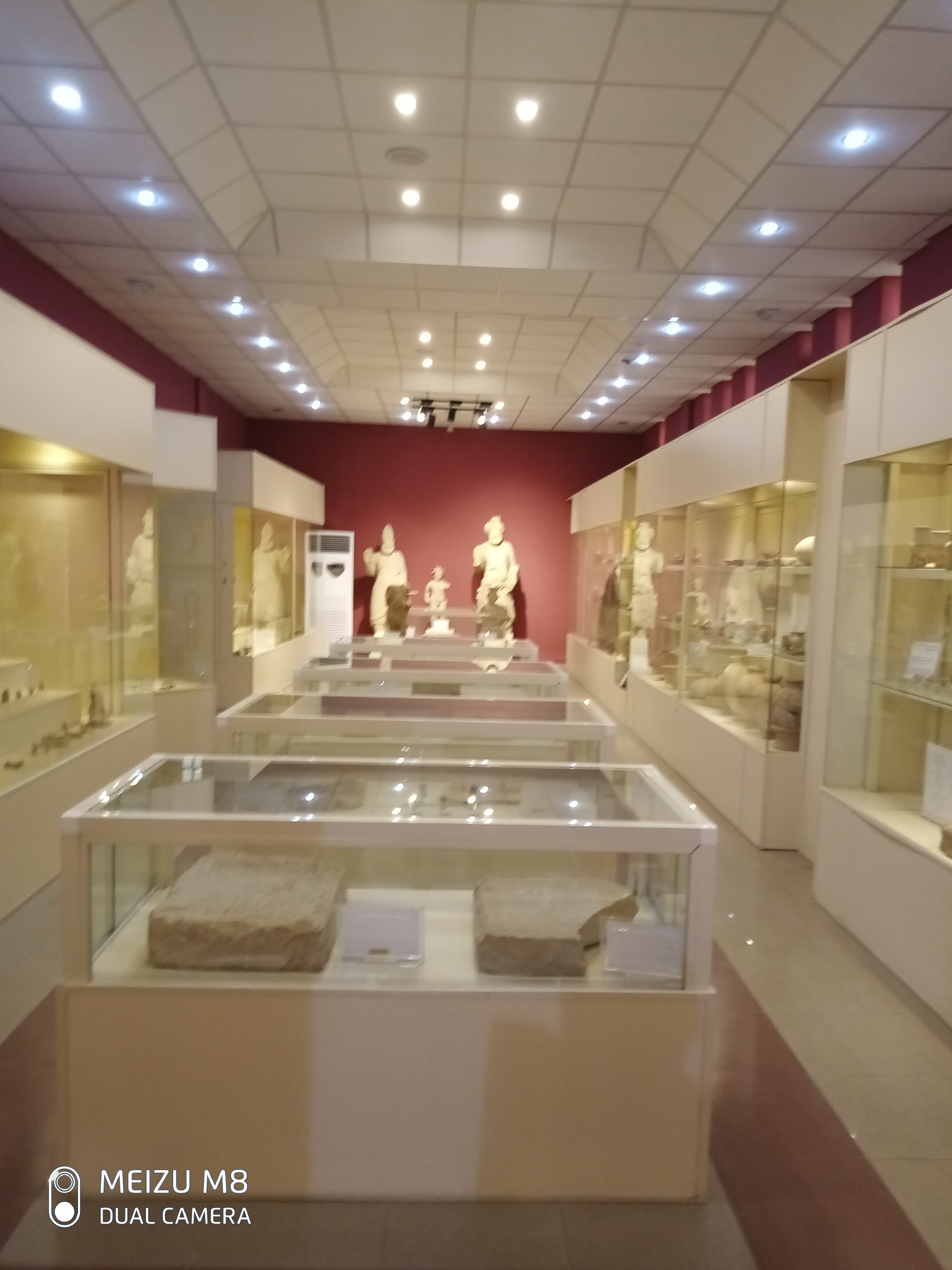

- القاعة الثالثة: والاثار المعروضة في القاعة الثالثة هي تخص آثار الحضارة الإسلامية وتعود اغلبها إلى العهد العباسي (1258)م إلى جانب صكوك (عملة) تعود إلى ازمنة مختلفة.

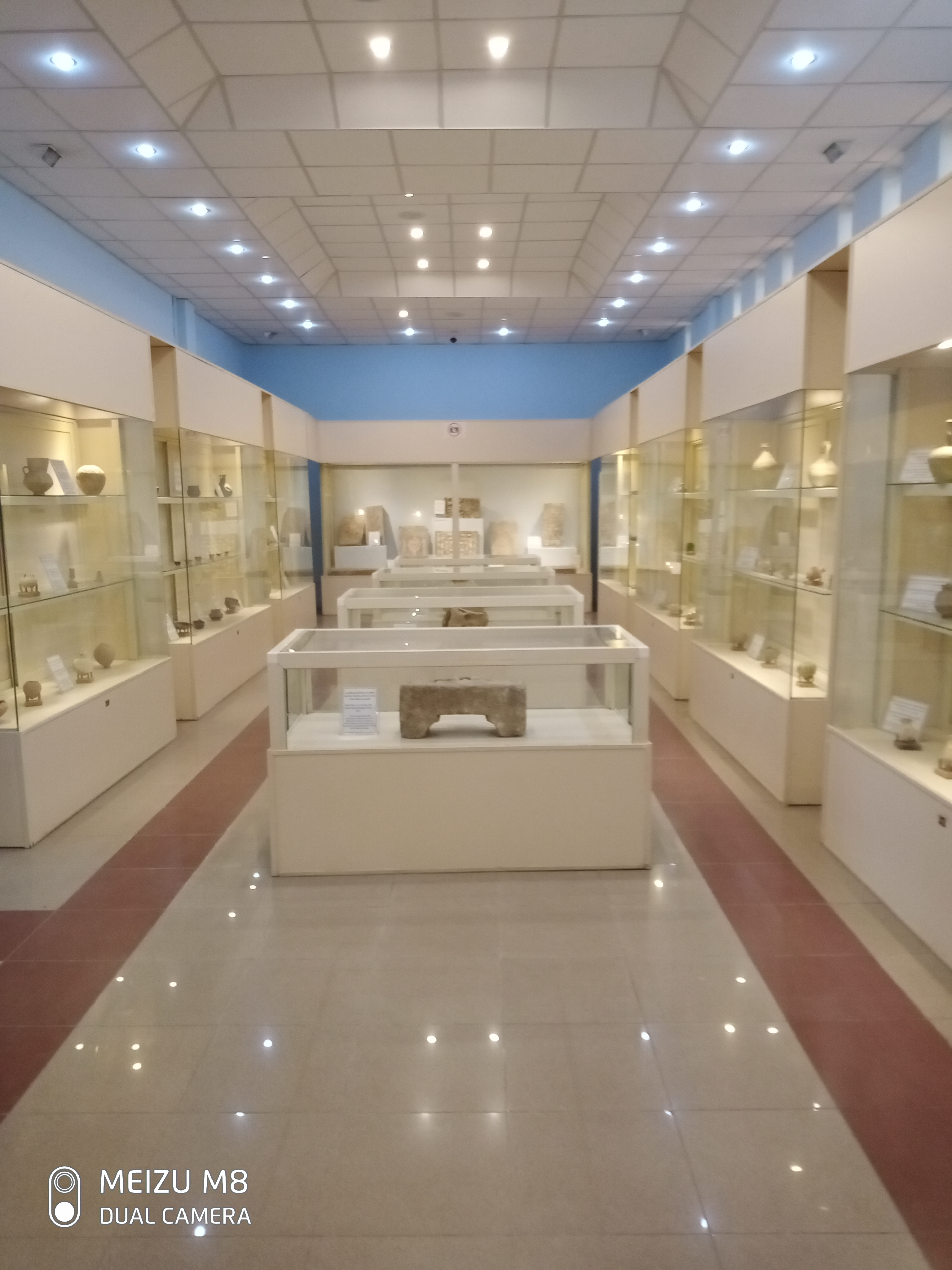

ويحتوي المَتحف على أكثر من ثلاثة الاف قطعة اثارية تملأ قاعات المتحف الحضاري، بالإضافة إلى مجموعة من الاختام والمخطوطات النادرة وتماثيل بالحجم الطبيعي تمثل آلهة الحضر، كما يوجد في المتحف أشهر المسلات التاريخية وهي مسلة طوبزاوه
يَستقبل المَتحف العديد من الزوار الأجانب والعرب إضافة إلى طلبة الجامعات والباحثين نظراً لما يحتويه المتحف من قطع آثارية نادرة ومصادر مهمة تضعها المكتبة.

## معرض الصور

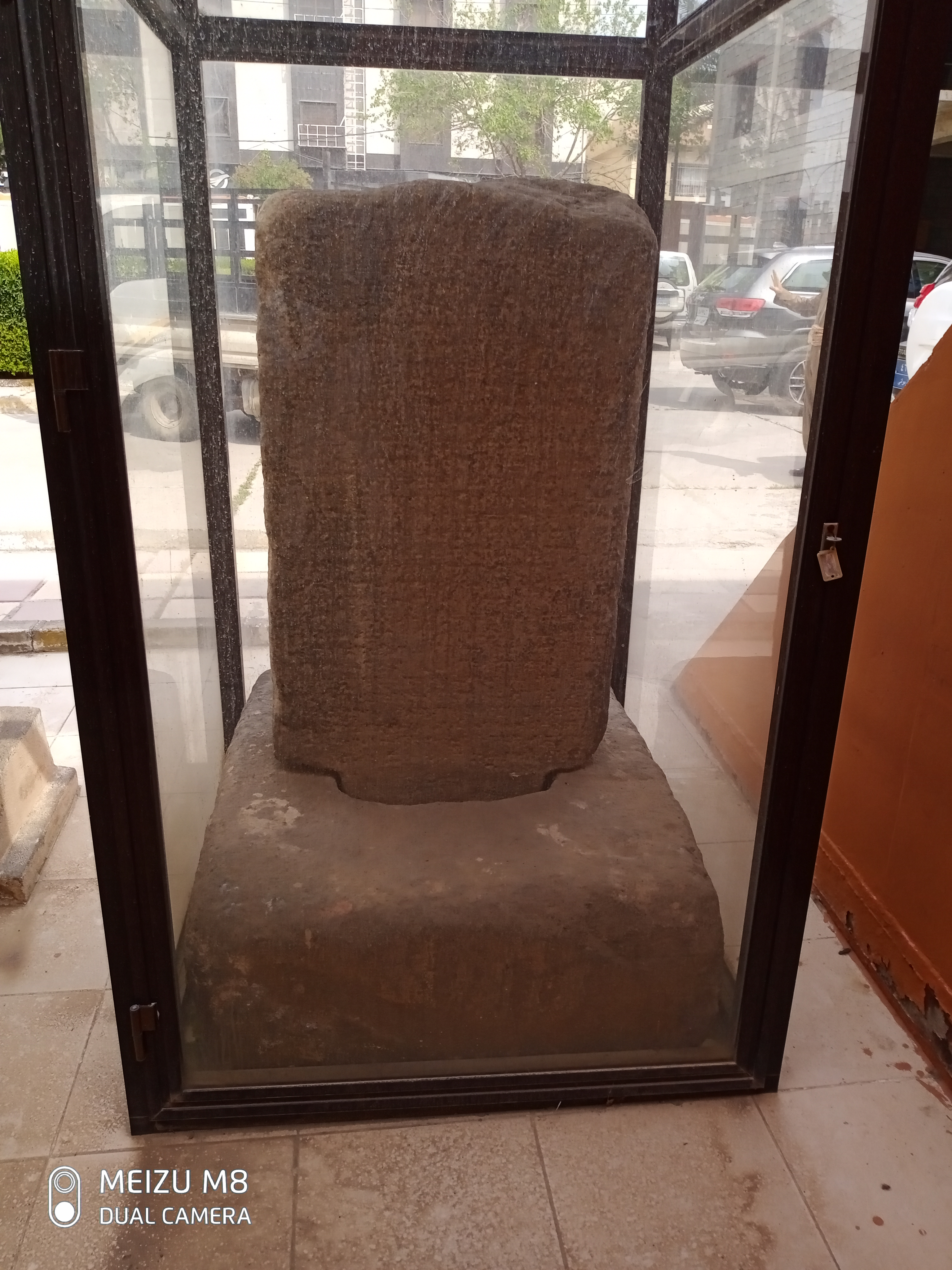
مسلة طوبزاوه
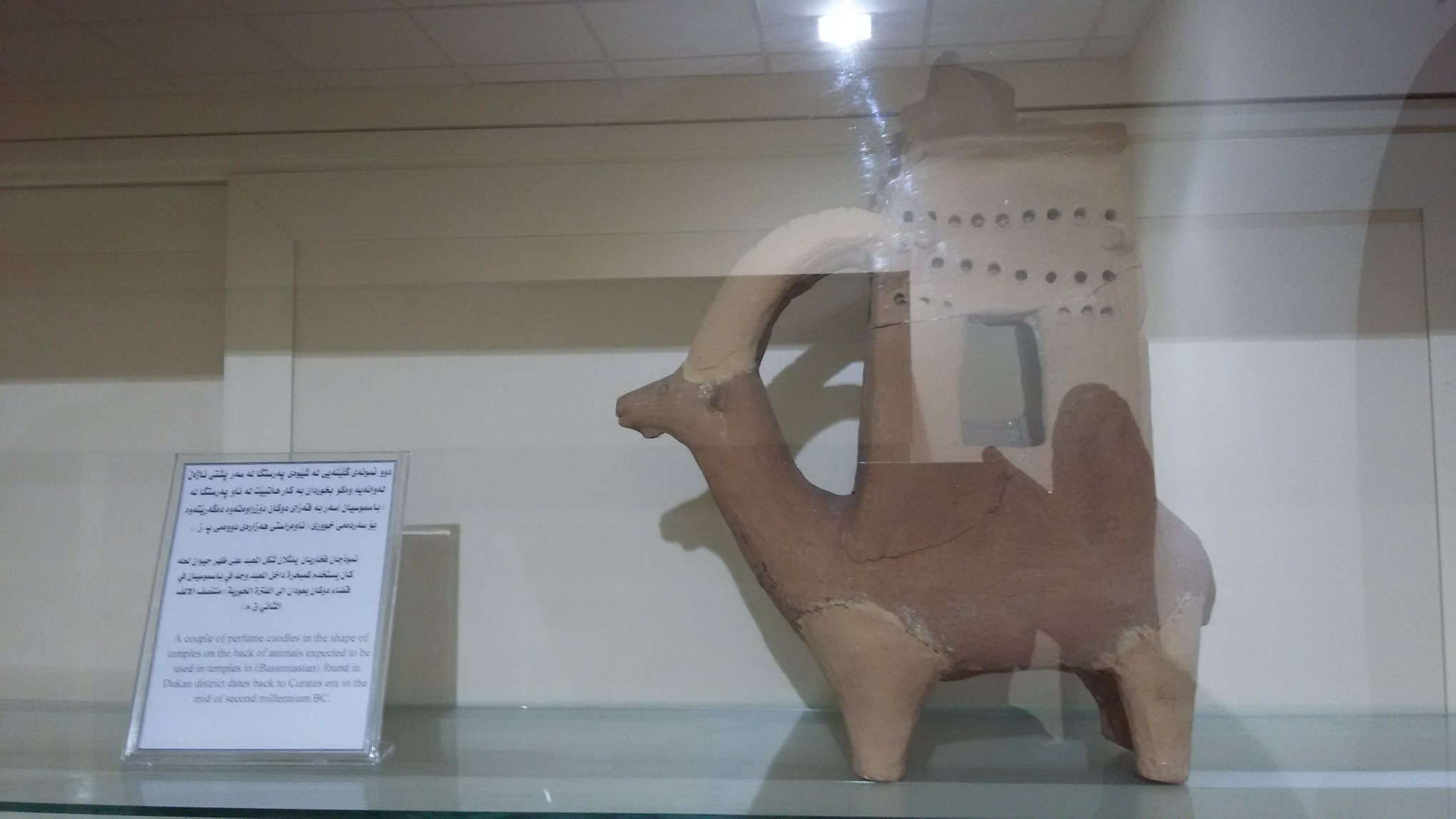
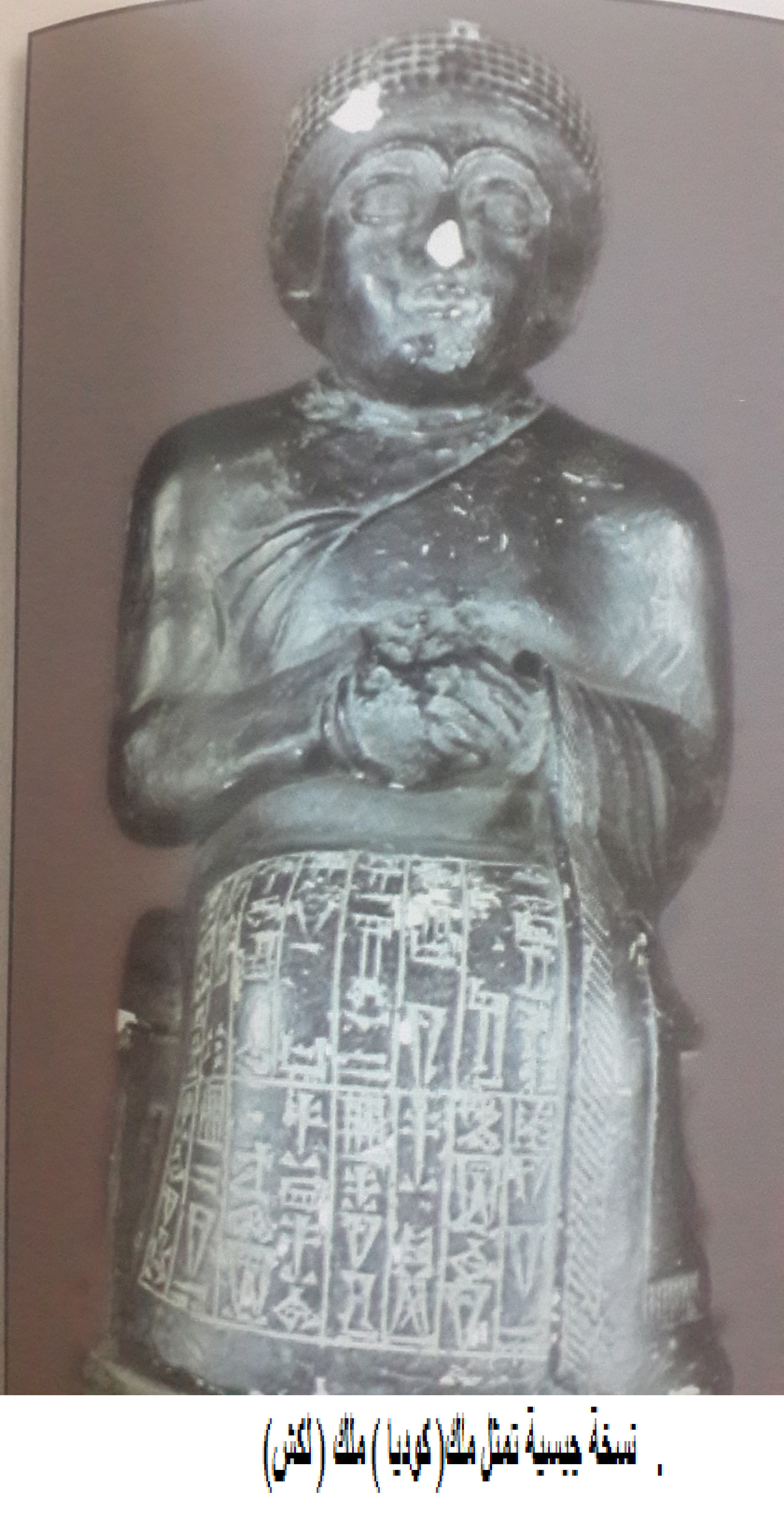
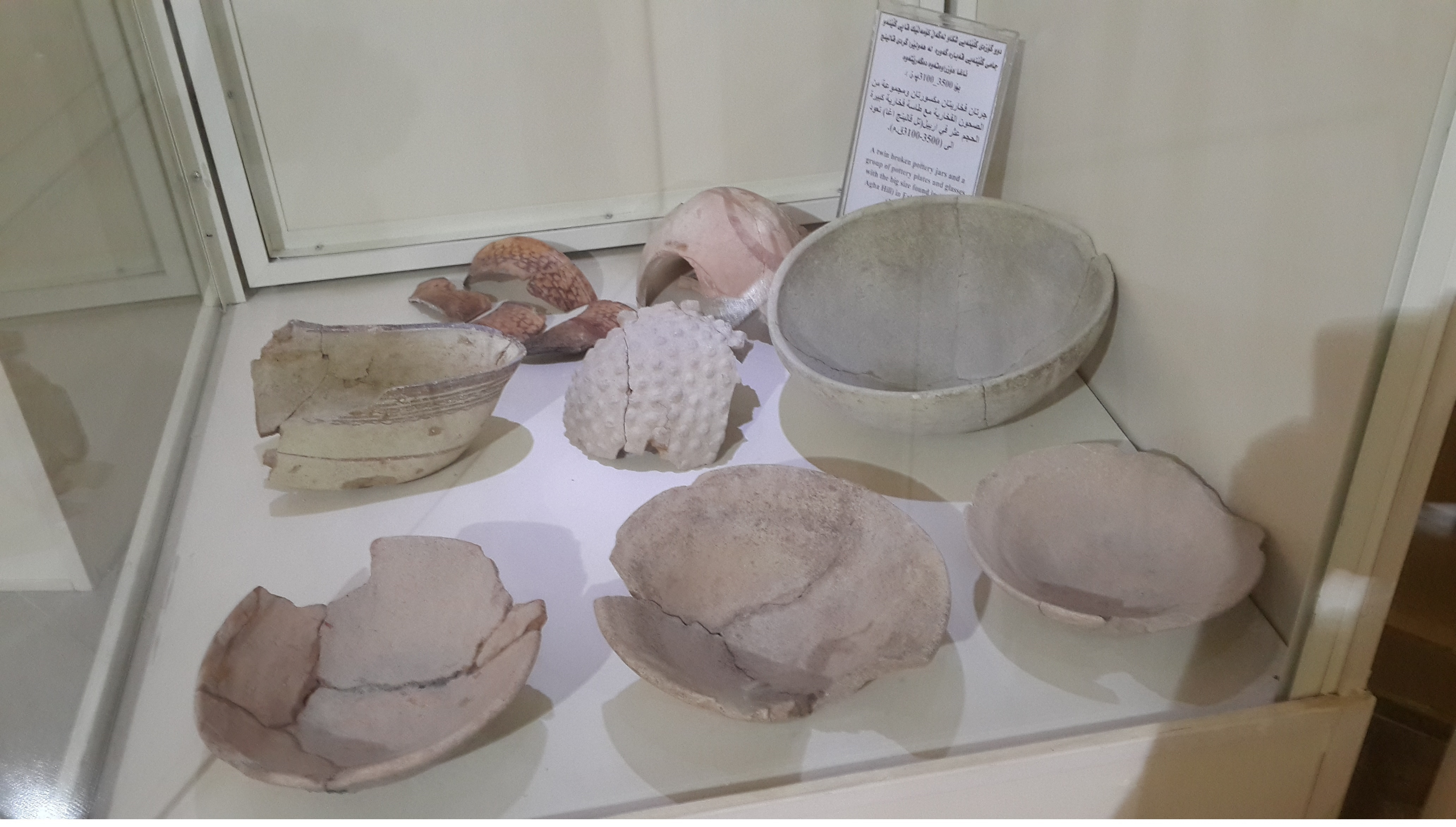
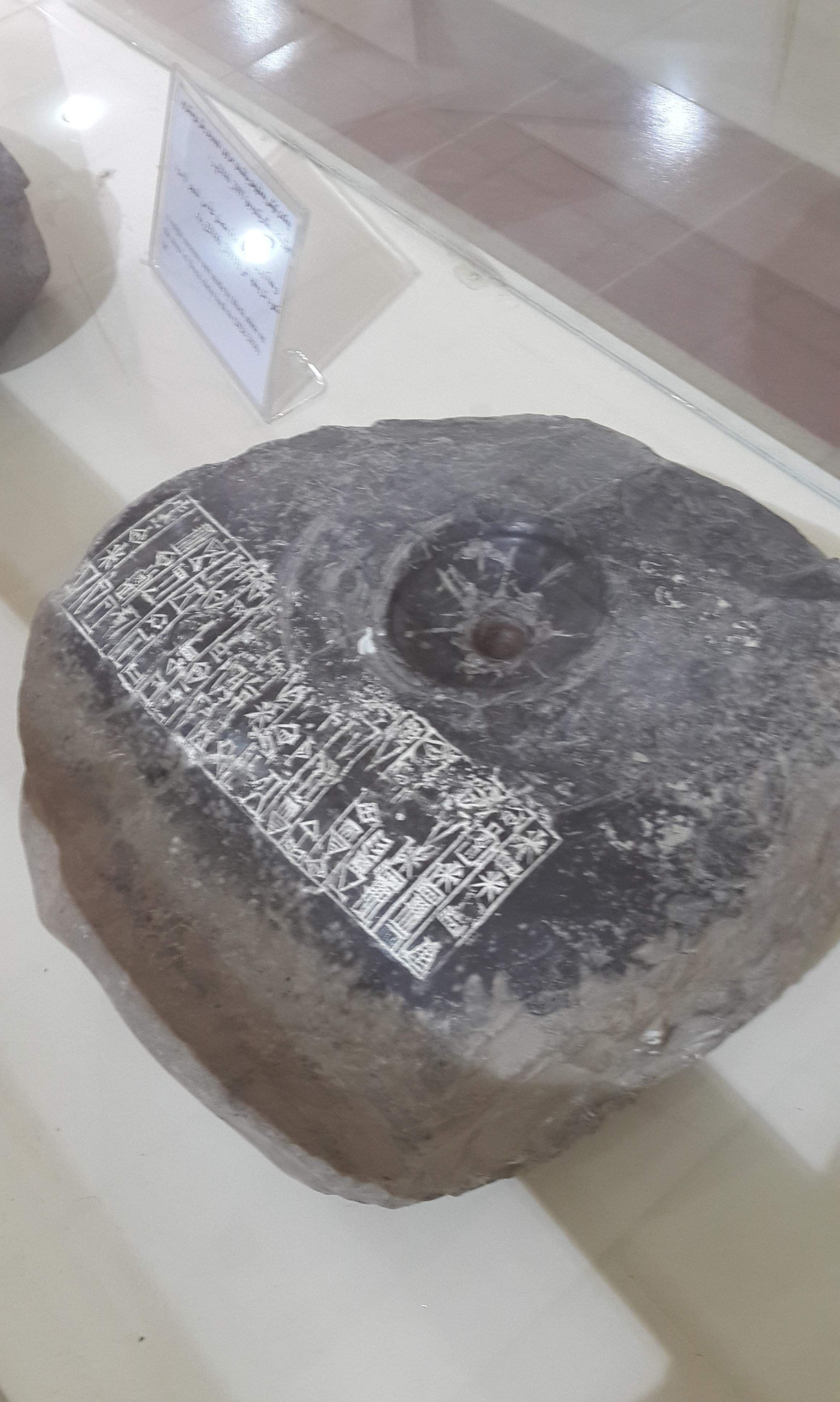
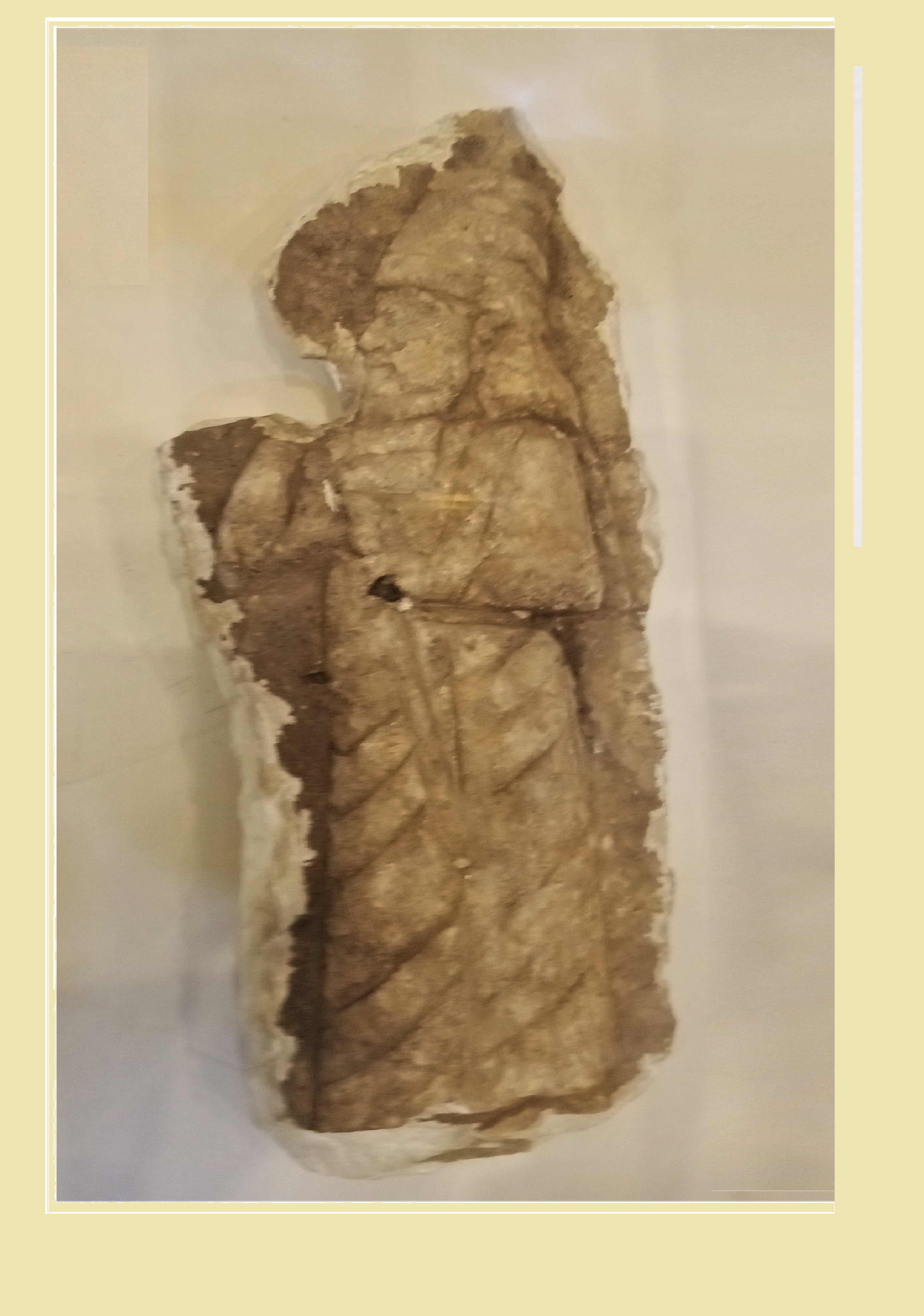
تمثال حجري يمثل الملك الآشوري سنحاريب ، يعود الى 705-681 ق.م،
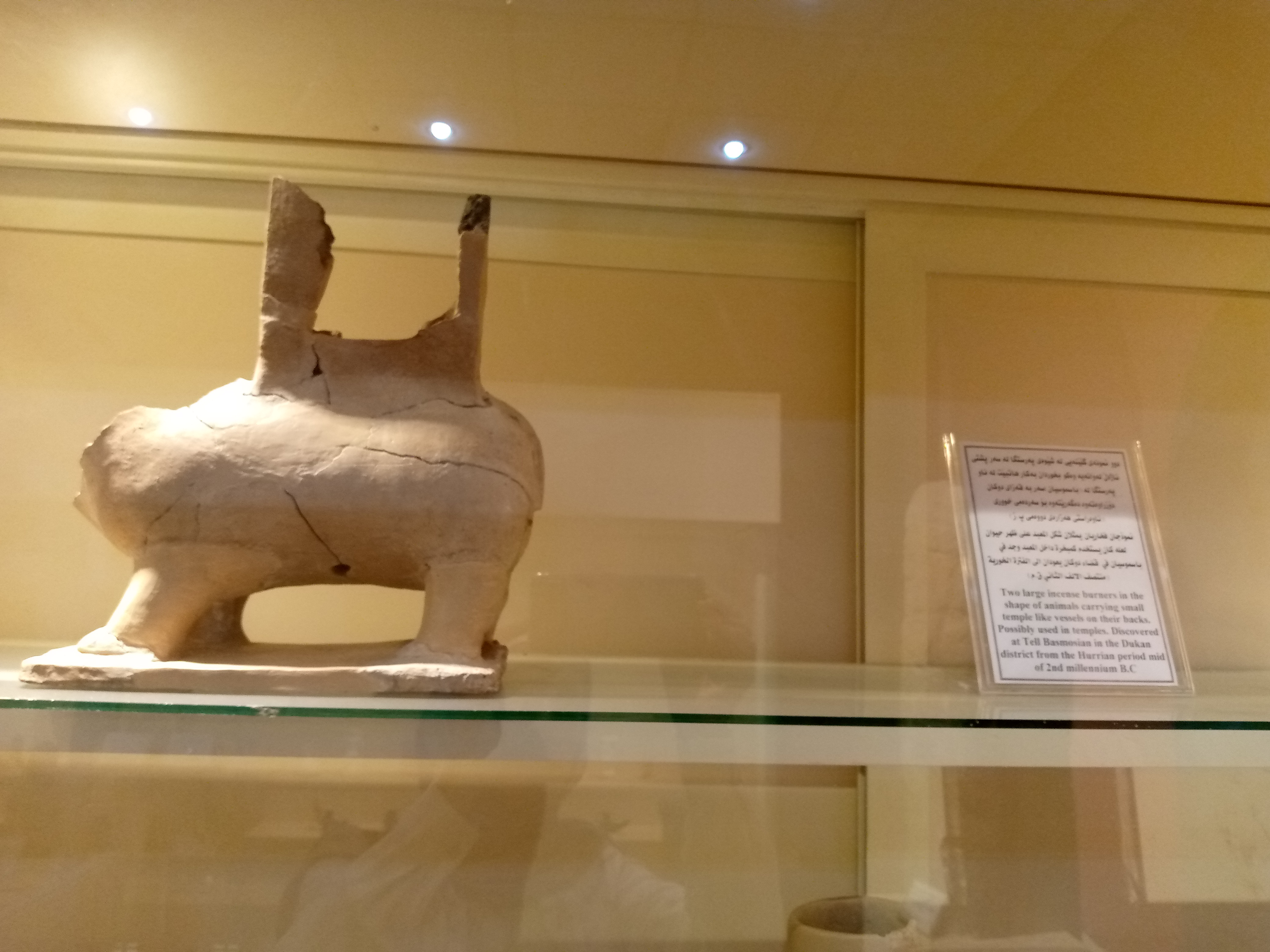
مبخرة من تل باسموسيان
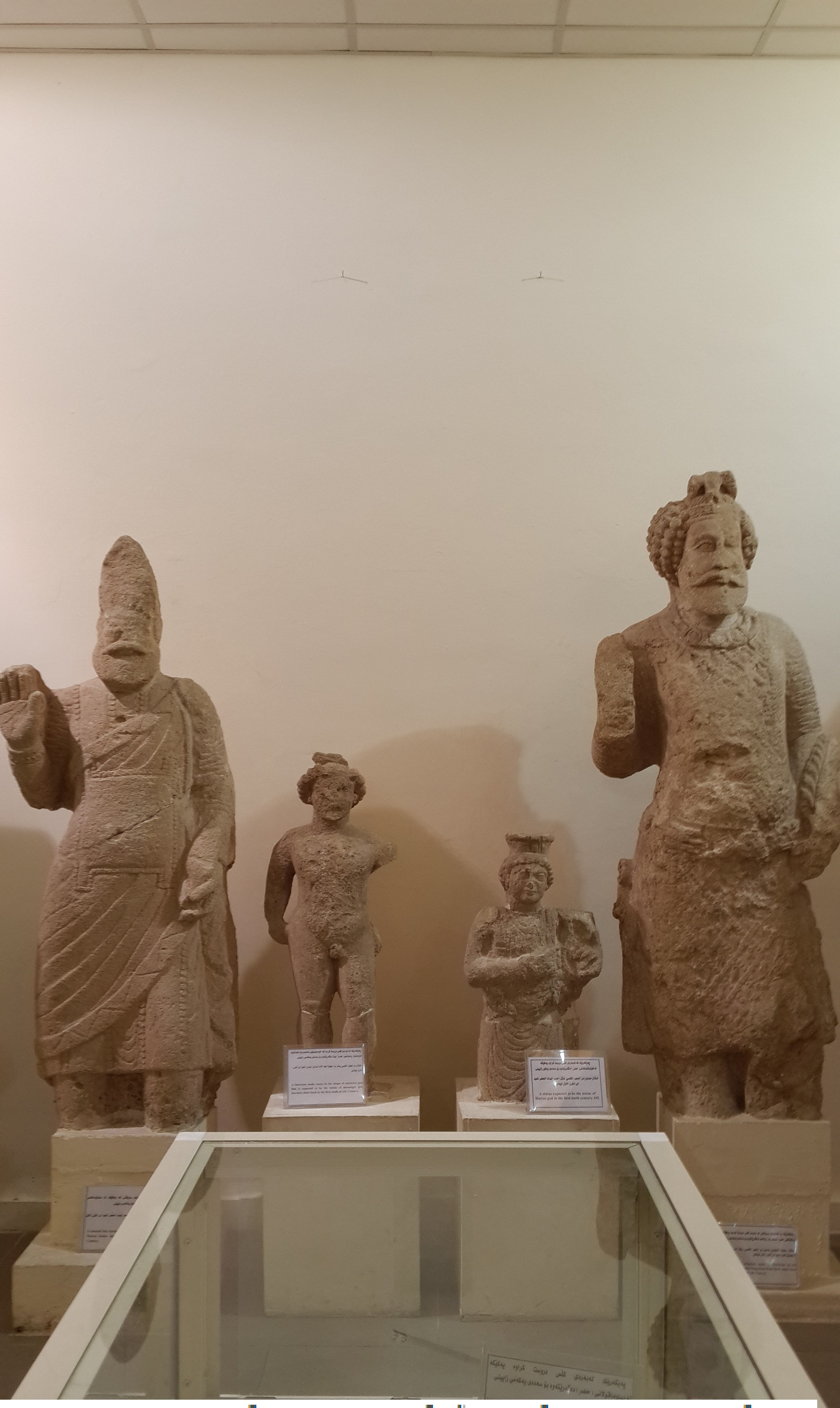
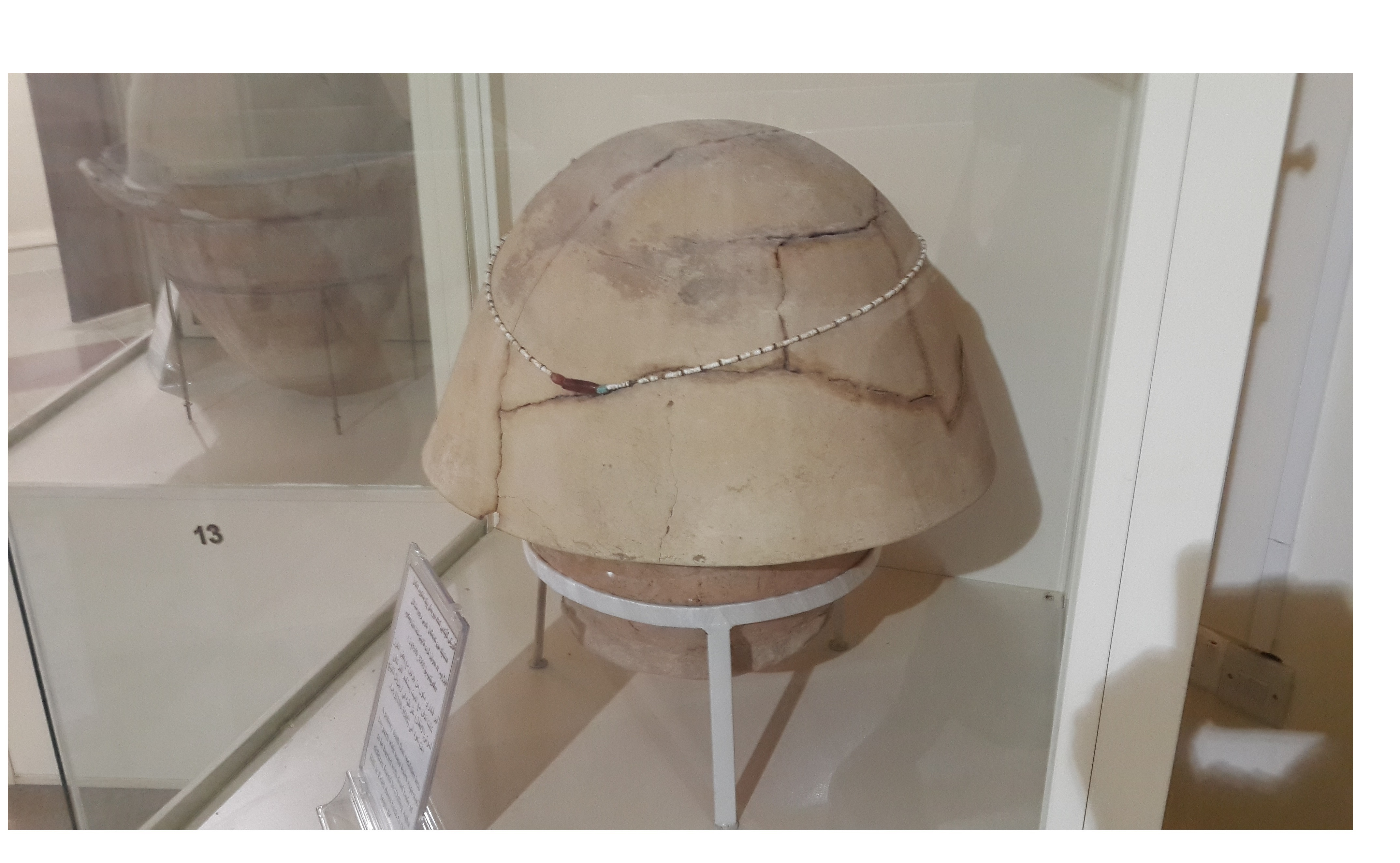
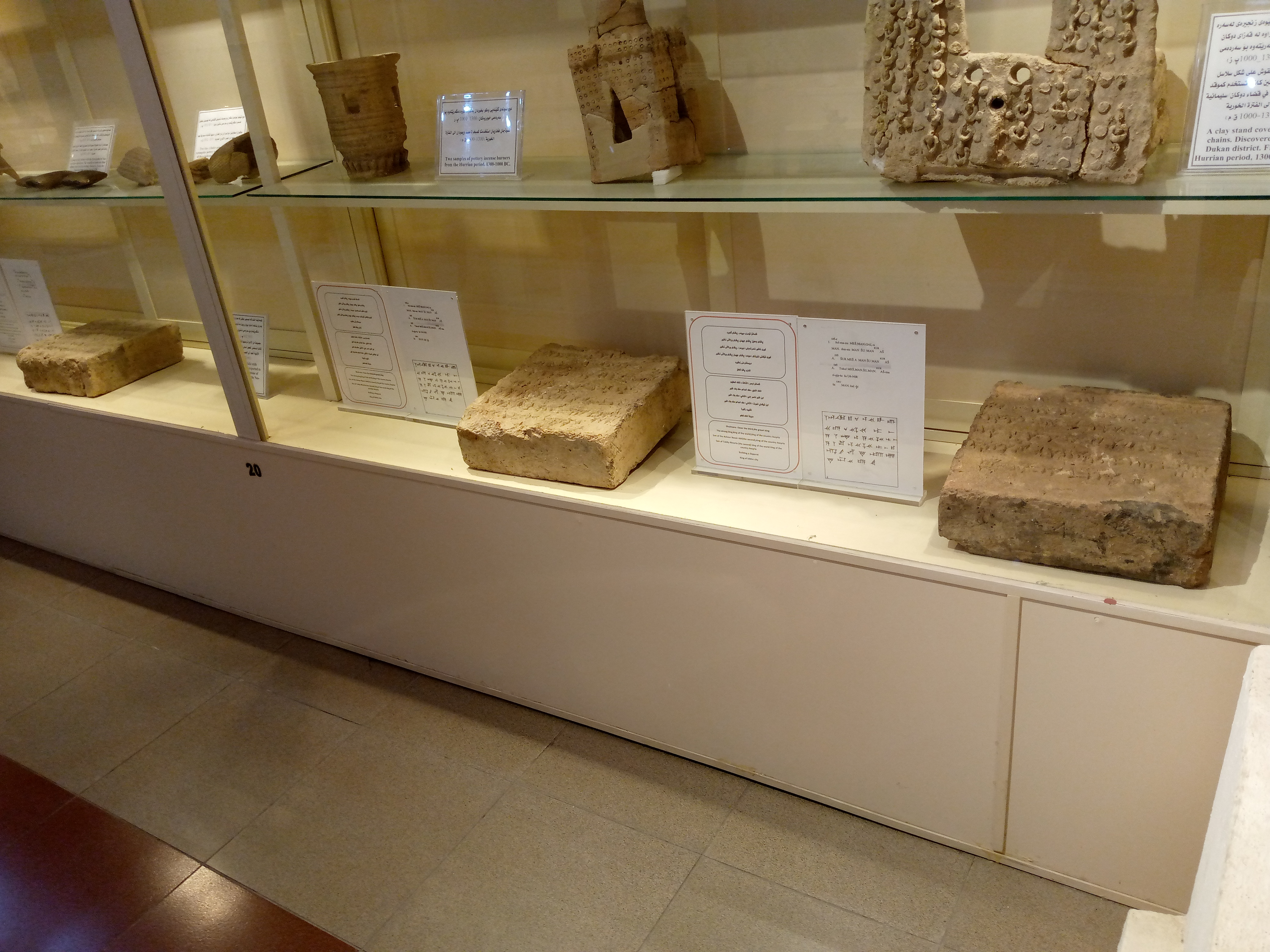
كتابات مسمارية على الآجر للملك شلمنصر الثالث
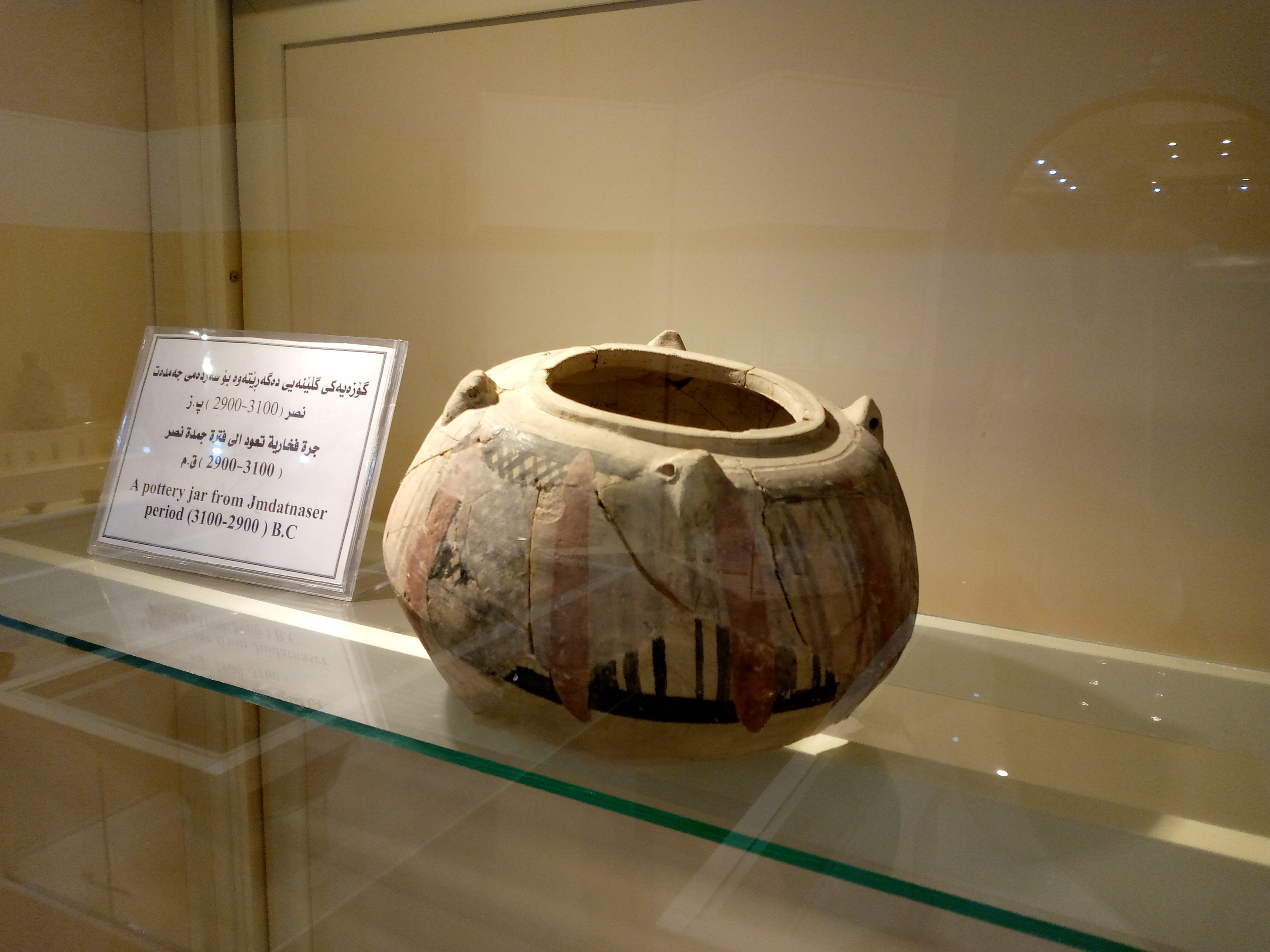
جرة فخارية تعود الى فترة جمدة نصر                     3100-2900 ق.م

## وصلات خارجية
- متحف أربيل.. سقف واحد لحقب زمنية مختلفة، تَقرير عن مَتحف أربيل سكاي نيوز عربية
- https://ankawa.com/forum/index.php?topic=832472.0
- https://www.welateme.net/cand/modules.php?name=News&file=article&sid=6142